# Pieter Claude Bijleveld
Pieter Claude Bijleveld (Nijmegen, 28 augustus 1828 – aldaar, 2 september 1898) was een Nederlandse burgemeester.

## Leven en werk
Mr. Bijleveld was een zoon van de Nijmeegse burgemeester François Pierre Bijleveld en Reiniera Charlotte Rau. Hij studeerde rechten. In 1855 werd hij benoemd tot burgemeester van Beusichem. Het jaar daarop, in 1856, werd hij benoemd tot burgemeester van Zaltbommel. Vanaf 4 oktober 1860 was hij tevens lid der Provinciale Staten van Gelderland. In 1875 volgde hij zijn vader op als burgemeester van Nijmegen. Deze functie bekleedde hij tot zijn overlijden in 1898. Bijleveld was Officier in de Orde van Oranje-Nassau en in de Orde van de Eikenkroon.
Bijleveld trouwde op 4 juni 1857 Gosuina Alida Rudolphina Ketjen, dochter van de staatsraad Jan Hendrik Ketjen en Adriana Sophia barones van Randwijck. Bijleveld overleed in september 1898 in zijn woonplaats Nijmegen aan de gevolgen van een beroerte.

## Straatnaam
Een voorstel in 1896 om een straat naar zijn vader te noemen werd, tijdens zijn burgemeesterschap, door de gemeenteraad van Nijmegen verworpen. De Bijleveldsingel is waarschijnlijk naar Pieter Claude Bijleveld genoemd.